# 나카야마촌 (돗토리현)
나카야마촌(中山村)은 일본 돗토리현 도하쿠군에 설치되었던 촌이다. 현재의 사이하쿠군 다이센정의 일부에 해당한다.

## 역사
- 1889년 10월 1일 - 정촌제 시행에 의해 야바세군 나카야마촌이 성립하였다.
- 1896년 4월 1일 - 군의 통합에 의해 도하쿠군에 소속되었다.
- 1957년 1월 1일 - 사이하쿠군 오사카촌과 합병해 사이하쿠군 나카야마정이 신설하여 폐지되었다.

## 교통

### 철도
- 일본국유철도
  - 산인본선

## 참고문헌
- 角川日本地名大辞典 31 鳥取県
- 『市町村名変遷辞典』東京堂出版、1990年。